# El infarto
El infarto es el nombre del segundo disco del grupo Koma, publicado en 1997.

## Canciones
1. El marqués de Txorrapelada
2. Mi jefe
3. Karnotraficante
4. Cuanto cantautor
5. Un país bananero
6. ¿Cómo no les vi venir?
7. A hostia limpia
8. Los clavos
9. Antes me tiro a la vía
10. Por los siglos de los siglos
11. El Infarto
12. Marea gora

- Datos: Q5825348